# 11 de fevereiro nos Jogos Olímpicos de Inverno de 2006
O dia 11 de fevereiro foi o primeiro dia de competições dos Jogos Olímpicos de Inverno de 2006. Neste dia foram disputadas competições de oito esportes.

## Esportes
| - Biatlo - Combinado nórdico - Esqui estilo livre - Hóquei no gelo | - Luge - Patinação artística - Patinação de velocidade - Salto de esqui |

## Resultados

### Biatlo
- O alemão Michael Greis conquista sua primeira medalha de ouro nesta edição dos Jogos, no individual masculino com o tempo de 54:23.0, os noruegueses Ole Einar Bjoerndalen e Halvard Hanevold ficaram com as medalhas de prata e de bronze respectivamente.[1]

### Combinado nórdico
- O alemão Georg Hettich conquista a medalha de ouro na competição individual, o austríaco Felix Gottwald ficou com a medalha de prata e o norueguês Magnus Moan ficou com a medalha de bronze.[2]

### Esqui estilo livre
- A canadense Jennifer Heil conquista a medalha de ouro na prova de moguls feminino com 26.50 pontos, terminando a frente da norueguesa Kari Traa, que tinha sido apenas sétima colocada da qualificação e e ficou com a medalha de prata e da francesa Sandra Laoura que ficou com a medalha de bronze.[3]

### Hóquei no gelo
- Acontece a primeira rodada dos grupos A e B da competição feminina.[4]

| Grupo A    |        |            |  |
| CAN Canadá | 16 - 0 | Itália ITA |  |
|            |        |            |  |

| Grupo A    |       |            |  |
| SWE Suécia | 3 - 1 | Rússia RUS |  |
|            |       |            |  |

| Grupo B            |       |           |  |
| USA Estados Unidos | 6 - 0 | Suíça SUI |  |
|                    |       |           |  |

| Grupo B       |       |              |  |
| FIN Finlândia | 3 - 0 | Alemanha GER |  |
|               |       |              |  |

### Luge
- O italiano Armin Zöggeler conquista a primeira medalha de ouro da Itália nesta edição, vencendo a prova individual masculina com um tempo total de 3:26.088, o russo Albert Demtschenko ficou com a medalha de prata, e o letão Mārtiņš Rubenis conquistou a medalha de bronze, que é a primeira medalha conquistado por esse país na história dos Jogos Olímpicos de Inverno.[5]

### Patinação artística
- Acontece a fase de Programa curto da competição de duplas. A dupla russa Tatiana Totmianina e Maxim Marinin terminam o dia na primeira posição.[6]

### Patinação de velocidade
- O estadunidense Chad Hedrick conquistou a medalha de ouro com o tempo de 6:14.68 na prova de 5000 metros masculino, o neerlandês Sven Kramer ficou com a medalha de prata e o italiano Enrico Fabris ficou com a medalha de bronze.[7]

### Salto de esqui
- Acontece a fase qualificatória da prova de pista curta individual, onde o austríaco Andreas Kofler e o suíço Andreas Küttel terminaram o dia empatados na primeira posição com 134.5 pontos.[8]

## Campeões do dia
| Biatlo                  | Individual masculino | Michael Greis  | GER Alemanha       |
| Combinado nórdico       | Individual masculino | Georg Hettich  | GER Alemanha       |
| Esqui estilo livre      | Moguls feminino      | Jennifer Heil  | CAN Canadá         |
| Luge                    | Individual masculino | Armin Zöggeler | ITA Itália         |
| Patinação de velocidade | 5000 m masculino     | Chad Hedrick   | USA Estados Unidos |

## Líderes do quadro de medalhas ao final do dia 11
| Ordem | País               | Medalha de ouro | Medalha de prata | Medalha de bronze |   |
| ----- | ------------------ | --------------- | ---------------- | ----------------- | - |
| 1     | GER Alemanha       | 2               |                  |                   | 2 |
| 2     | ITA Itália         | 1               |                  | 1                 | 2 |
| 3     | CAN Canadá         | 1               |                  |                   | 1 |
| 3     | USA Estados Unidos | 1               |                  |                   | 1 |
| 5     | NOR Noruega        |                 | 2                | 2                 | 4 |